# Wednesday 13 (banda)
Este artículo habla sobre la banda "Wednesday 13". Para ver sobre el cantante del mismo nombre, vea Wednesday 13.
Wednesday 13 es una banda de horror punk, creada por el líder de Murderdolls del mismo nombre. a menudo es confundido con industrial metal , es uno de los grupos de horror punk más conocidos .El grupo fue creado en el 2004 y continua tocando

## Miembros

### Actuales
- Wednesday 13 - vocalista y guitarra (2004-present)
- Roman Surman - guitarra principal (2010-present)
- Jack Tankersley - guitarra (2010-present)
- Jason West - batería (2010-present)
- Troy Deebbler - bajo (2012-present)

### Anteriores
- Nicodemous - bajo en vivo (2004)
- Christopher Lee - batería en vivo (2004)
- Gory - guitarra en vivo (2004)
- Ikky - guitarra (2004)
- Piggy D - guitarra (2004-2006)
- Ghastly - batería (2004-2006)
- Argyle Goolsby - bajo en vivo (2006)
- Brix - bajo en vivo (2006)
- Kid Kid (2006)
- Eric Griffin (2006)
- Nate Manor - bajo
- Staci Grim - guitarra en vivo en el Ghoul on Parade Tour
- J-Sin Trioxin - guitarra
- Racci Shay - batería

## Discografía
- Transylvania 90210: Songs of Death, Dying, and the Dead (2005)
- Fang Bang (29 de agosto de 2006)
- Skeletons (2008)
- Fuck It Well Do It Live (2008)
- Bloodwork (EP) (2008)
- Calling all Corpses (2011)
- Spook and Destroy (EP)(2012)
- The Dixie Dead (2013)
- Condolences (2017)
- Necrophaze (2019)
- Bad Things (2020)
- The Warner Years (2020)
- Horrifier (2022)

## Videos musicales
- I Walked With A Zombie (2005)
- Bad Things (2005)
- My Home sweet Homicide (2006)
- Decompose (2019)
- Necrophaze (2019)
- Monster (2019)
- You're so Hideous (2022)
- Inside Out (2022)
- Good Day To Be a Bad Guy (2022)